# Квејл Крик (Тексас)
Квејл Крик (енгл. Quail Creek) насељено је место без административног статуса у америчкој савезној држави Тексас.

## Демографија
По попису из 2010. године број становника је 1.628.
| Група             | 2000.    | 2010.         |
| Белци             | 0 (0,0%) | 1.023 (62,8%) |
| Афроамериканци    | 0 (0,0%) | 68 (4,2%)     |
| Азијати           | 0 (0,0%) | 4 (0,2%)      |
| Хиспаноамериканци | 0 (0,0%) | 522 (32,1%)   |
| Укупно            | 0        | 1.628         |